# Elitserien i baseboll 2010
Elitserien i baseboll 2010 var den för 2010 års säsong högsta serien i baseboll i Sverige. Totalt deltog 8 lag i serien. Först spelade alla mot varandra två gånger, vilket gav 14 matcher. Därefter fortsatte de sex främsta lagen att spela mot varandra i en andra omgång och spelade då ytterligare två matcher mot varandra, medan det sämsta laget gick till kvalserien. De sex främsta lagen spelade därmed 24 matcher. Därefter påbörjades ett slutspel för de fyra främsta. Rättvik deltog inte i Elitserien 2010 och ersattes av Göteborg.

## Första omgången
| Nr | Lag                 | Matcher | Vunna | Förlorade | Vinstprocent |
| -- | ------------------- | ------- | ----- | --------- | ------------ |
| 1  | Stockholms BSK      | 14      | 11    | 3         | 0.786        |
| 2  | Karlskoga Bats      | 14      | 10    | 4         | 0.714        |
| 3  | Sundbyberg Heat     | 14      | 10    | 4         | 0.714        |
| 4  | Tranås              | 14      | 9     | 5         | 0.643        |
| 5  | Göteborg Hajarna    | 14      | 6     | 8         | 0.429        |
| 6  | Leksand Lumberjacks | 14      | 6     | 8         | 0.429        |
| 7  | Gefle               | 14      | 3     | 11        | 0.214        |
| 8  | Eskilstuna Hammers  | 14      | 1     | 13        | 0.071        |

## Andra omgången
Alla lag tar med sig sina matchresultat från den första omgången. Dubbelmötet Tranås-Göteborg och mötet Stockholm-Sundbyberg spelades ej då resultaten inte skulle inverka på sluttabellen.
| Nr | Lag                 | Matcher | Vunna | Förlorade | Vinstprocent |
| -- | ------------------- | ------- | ----- | --------- | ------------ |
| 1  | Stockholms BSK      | 23      | 18    | 5         | 0.783        |
| 2  | Karlskoga Bats      | 24      | 17    | 7         | 0.708        |
| 3  | Sundbyberg Heat     | 23      | 16    | 7         | 0.696        |
| 4  | Tranås              | 22      | 12    | 10        | 0.545        |
| 5  | Leksand Lumberjacks | 24      | 10    | 14        | 0.417        |
| 6  | Göteborg Hajarna    | 22      | 6     | 16        | 0.273        |

## Slutspel
I slutspelet deltog lagen som hamnade på plats ett till fyra i den andra omgången. Laget på första plats mötte laget på fjärde plats och laget på andra mötte det tredje, i en semifinalserie. Semifinalerna spelades i bäst av tre och finalen spelades i bäst av fem.

### Semifinal
Stockholm – Tranås 2–0
| Datum        | Hemmalag       | Bortalag | Resultat |
| ------------ | -------------- | -------- | -------- |
| 11 september | Stockholms BSK | Tranås   | 8–3      |
| 11 september | Stockholms BSK | Tranås   | 3–1      |

Karlskoga – Sundbyberg 2–1
| Datum        | Hemmalag       | Bortalag        | Resultat |
| ------------ | -------------- | --------------- | -------- |
| 10 september | Karlskoga Bats | Sundbyberg Heat | 4–2      |
| 10 september | Karlskoga Bats | Sundbyberg Heat | 12–23    |
| 11 september | Karlskoga Bats | Sundbyberg Heat | 10–9     |

### Final
Karlskoga – Stockholm 3–2
| Datum        | Hemmalag       | Bortalag       | Resultat |
| ------------ | -------------- | -------------- | -------- |
| 18 september | Karlskoga Bats | Stockholms BSK | 2–6      |
| 19 september | Karlskoga Bats | Stockholms BSK | 5–3      |
| 25 september | Stockholms BSK | Karlskoga Bats | 6–7      |
| 25 september | Stockholms BSK | Karlskoga Bats | 7–0      |
| 26 september | Stockholms BSK | Karlskoga Bats | 2–3      |

## Kvalserie
I kvalserien deltog sex lag: de två sämsta placerade lagen i den första omgången, i detta fall Alby IF och Eskilstuna Hammers, samt de två främsta från varje regionserie (den näst högsta divisionen). Alla lagen skulle möta varandra två gånger vilket skulle ge totalt tio matcher per lag, men många matcher spelades inte utan när det blev klart vilka två lag som skulle flyttas upp ställdes de följande matcherna in. De två främsta lagen flyttades upp till Elitserien inför nästa säsong.
| Nr | Lag                  | Matcher | Vunna | Förlorade | Vinstprocent |
| -- | -------------------- | ------- | ----- | --------- | ------------ |
| 1  | Gefle BC             | 8       | 8     | 0         | 1.000        |
| 2  | Alby Stars           | 10      | 8     | 2         | 0.800        |
| 3  | City/Kungsängen      | 10      | 4     | 6         | 0.400        |
| 4  | Sölvesborg Firehawks | 8       | 2     | 6         | 0.250        |
| 5  | Eskilstuna Hammers   | 4       | 1     | 3         | 0.250        |
| 6  | Skövde Saints        | 8       | 1     | 7         | 0.125        |

### Webbkällor
- Svenska Baseboll- och Softbollförbundet, Resultat och statistik